# Jeaustin Campos
Jeaustin Campos Madriz (30 giugno 1971) è un allenatore di calcio ed ex calciatore costaricano, di ruolo centrocampista.

## Carriera
È stato nominato direttore tecnico del Deportivo Saprissa il 7 novembre 2006.

## Palmarès

### Giocatore

#### Competizioni nazionali
- Campionato costaricano: 4

Saprissa: 1993-1994, 1994-1995, 1997-1998, 1998-1999

### Allenatore

#### Competizioni nazionali
- Campionato costaricano: 6

Saprissa: 2006-2007, Invierno 2007, Verano 2008, Invierno 2008, Invierno 2014
Herediano: Apertura 2021
- Segunda División de Costa Rica: 1

Jicaral: Clausura 2019